# The Girl Is Mine
«The Girl Is Mine» (en español: «La chica es mía») es el título de una balada escrita e interpretada por el cantautor y músico estadounidense Michael Jackson a dúo con el cantautor y músico inglés Paul McCartney, la canción se incluyó para el sexto álbum de estudio en solitario de Jackson álbum de estudio, Thriller (1982), el álbum más vendido en la historia de la música. Las compañías discográficas Epic Records y CBS Records el 4 de octubre de 1982 como el sencillo principal de dicho álbum.
En los Estados Unidos llegó al número 1 en las listas Billbard de R&B y Adult Contemprary y al número 2 en el Billboard Hot 100. También fue número 1 en Noruega. Alcanzó el top 10 en Bélgica, Canadá, Nueva Zelanda, Noruega, Sudáfrica y Reino Unido.
La letra gira en torno a la disputa entre Michael y Paul por una chica. Jackson y McCartney grabaron otras dos canciones: "Say, Say, Say" y "The Man" en 1983, incluidas en el álbum Pipes of Peace de McCartney. La canción también fue incluida en el álbum recopilatorio HIStory (Book I) en 1995 y en e ábum Thriller 25 en 2008.

## Posicionamiento en listas
| Chart (1982–1983)                         | Máxima posición |
| ----------------------------------------- | --------------- |
| Alemania (Offizielle Deutsche Charts)     | 53              |
| Bélgica (Flandes) (Ultratop 50)           | 8               |
| Canadá (RPM Top Singles)                  | 8               |
| Estados Unidos (Adult Contemporary)       | 1               |
| Estados Unidos (Billboard Hot 100)        | 2               |
| Estados Unidos (Hot R&B/Hip-Hop Songs)    | 1               |
| Estados Unidos (Cash Box)                 | 3               |
| Estados Unidos (CHR/Pop Airplay Chart)    | 4               |
| Finlandia (Suomen virallinen singlelista) | 6               |
| Irlanda (IRMA)                            | 4               |
| Italia (Musica e dischi)                  | 22              |
| Noruega (VG-lista)                        | 2               |
| Nueva Zelanda (Recorded Music NZ)         | 3               |
| Países Bajos (Mega Single Top 100)        | 16              |
| Reino Unido UK Singles (OCC)              | 8               |
| Sudáfrica (Springbok)                     | 5               |

### Sucesión en las listas
| Predecesor: «Heartbreaker» de Dionne Warwick | U.S. Billboard Hot Adult Contemporary Tracks — Sencillo N°. 1 25 de diciembre de 1982 - 21 de enero de 1983 | Sucesor: «Baby, Come to Me» de Patti Austin & James Ingram |

| Predecesor: «Sexual Healing» de Marvin Gaye | U.S. Billboard Black Singles — Sencillo N°. 1 15 de enero de 1983 - 4 de febrero de 1983 | Sucesor: «Outstanding» de The Gap Band |

## Participantes en el disco
- Escrita y compuesta por Michael Jackson
- Producido por Quincy Jones y Michael Jackson
- Piano Rhodes: Greg Phillinganes
- Piano acústico: David Paich
- Sintetizador: David Foster
- Programación de sintetizadores: Steve Porcaro
- Guitarra: Dean Parks y Steve Lukather
- Bajo: Louis Johnson
- Batería: Jeff Porcaro
- Voces: Paul McCartney y Michael Jackson
- Arreglos vocales de Michael Jackson y Quincy Jones
- Arreglo rítmico de Quincy Jones y David Paich
- Arreglo de sintetizador de David Foster
- Cuerdas arregladas y dirigidas por Jerry Hey
- Concertino: Jerry Vinci